# Cornus papillosa
Cornus papillosa là một loài thực vật có hoa trong họ Cornaceae. Loài này được W.P.Fang & W.K.Hu miêu tả khoa học đầu tiên năm 1981.